# Pantaleón y las visitadoras
Pantaleón y las visitadoras (bra: Pantaleão e as Visitadoras; prt: Pantaleón y las Visitadoras) é um filme hispano-peruano de 2000, uma comédia dramática dirigida por Francisco José Lombardi, com roteiro de Giovanna Pollarolo e Enrique Moncloa baseado no romance homônimo de Mario Vargas Llosa.
Foi selecionado como representante do Peru à edição do Oscar 2001, organizada pela Academia de Artes e Ciências Cinematográficas.[carece de fontes?]

## Elenco
- Angie Cepeda
- Salvador Del Solar
- Pilar Bardem
- Gustavo Bueno
- Tatiana Astengo